# Rebel, rebel
Rebel, rebel este un film românesc din 2009 regizat de Alexandru Belc, Mihai Borman. Rolurile principale au fost interpretate de actorii Silvia, Delia.

## Distribuție
Distribuția filmului este alcătuită din:
- Delia
- Silvia